# Propuesta de valor
En la mercadotecnia y administración, una propuesta de valor es una estrategia empresarial que maximiza la demanda a través de configurar óptimamente la oferta. Selecciona y jerarquiza los beneficios específicos de un producto o servicio que son más valorados por la demanda, haciéndolos asequibles y replicables según las capacidades y disposiciones de la empresa que los ofrece. 
En los últimos años el foco de propuesta de valor se ha trasladado de entenderse como un argumento puntual para cerrar un trato comercial, una ventaja competitiva o un elemento distintivo en publicidad, hacia utilizarse como un esfuerzo sistémico centrado en hallar y armonizar los beneficios que aporta el producto para el grupo meta. La propuesta de valor alinea e integra diversos componentes de la oferta para atender a un conjunto de necesidades y deseos de la demanda, buscando una relación de intercambio mutuamente benéfica y sostenible para ambas partes.
El concepto de propuesta de valor se encuentra mejor difundido en ambientes negocio-a-negocio (B2B, por sus siglas en inglés) donde se le asocia como un conjunto de elementos que sostienen la relevancia de una empresa dentro de una red o cadena de valor, de cara al resto de los actores participantes. Es decir, explica porqué se justifica contar con un eslabón más en la cadena de valor o con un nodo adicional en la red de valor industrial. En ambientes negocio-a-consumidor (B2C) el concepto plantea un conjunto de beneficios armonizados que hacen posible la consideración seria, el uso habitual y la preferencia del producto, servicio o experiencia. La propuesta de valor, al centrarse en el valor intrínseco del producto, se distingue y complementa con el de arquitectura de marca, que se enfoca en su simbolización, comunicación y publicidad.

## Enfoques sistémicos
Diversos enfoques hacia el uso de propuesta de valor comparten la perspectiva de enfocar la actividad a un grupo específico en la demanda, mientras que presentan distinciones acorde a la etapa de vida del negocio y al área de negocio en que enfocan su actividad.

### Identificación y enfoque al grupo meta
El método de trabajo de propuesta de valor reconoce que en un entorno competitivo hay que dirigir la oferta a un grupo meta (también llamado mercado objetivo en el contexto publicitario), no a un segmento del mercado indistinto, ni a toda la clientela, ni tampoco a todo el mercado potencial. En el diseño de una propuesta de valor se hace uso de procesos de segmentación de mercado en términos geográficos, demográficos y actitudinales para vincularlos a patrones de uso con aquellos grupos de personas donde las posibilidades de éxito comercial se maximizan al encontrar afinidad y relevancia entre los intereses de la demanda y las capacidades de la oferta.

### Empresa centrada en creación de valor
El método de propuesta de valor creado por Barnes, Blake y Pinder se distingue por hacer énfasis en dirigir a la fuerza de ventas a vender por valor en lugar de vender por precio a través de crear empresas centradas en la creación de valor. Plantea una pirámide de valor que comprende componentes, oferta, beneficios y cocreación de valor para consolidar relaciones industriales de largo plazo.
Para estos autores, la propuesta de valor es una expresión clara, provocativa y creíble del tipo de experiencia que el cliente recibirá a través de una oferta medible y generadora de valor por parte de su proveedor.

### Valor intrínseco y duradero
Apoyado en la noción de valor intrínseco del producto y con base en un ciclo de desarrollo de la oferta consistente en etapas de conocimiento, consideración, prueba, uso y preferencia, Medina plantea que una propuesta de valor adecuadamente estructurada va más allá de la simplicidad de “dar un valor añadido” y propone la siguiente jerarquía de elementos: 
- Requisitos para la consideración seria o elementos imprescindibles pero poco atractivos. Cumplir con ellos no representa mérito a ojos de la demanda pero su ausencia sí es penalizada.
- Diferenciadores o elementos valiosos de alta notoriedad que facilitan la selección entre opciones. La presencia de diferenciadores en la propuesta de valor facilita la decisión de prueba o primera compra (trial), y hace sostenible el posicionamiento.
- Generadores de preferencia, o elementos percibidos como valiosos, descubiertos tras el uso repetido del producto y con capacidad para la lealtad del grupo meta,

Para este autor, la integración de requisitos, diferenciadores y generadores de preferencia en una estrategia integrada constituye una propuesta de valor capaz de sostener relaciones comerciales duraderas y expandirse a diversos entornos, maximizando así la demanda.

### Emprendimiento
Más recientemente, el enfoque desarrollado por Osterwalder, Pigneur y otros visualiza el desarrollo de la propuesta de valor con propósitos de emprendimiento, por lo que naturalmente incluye en su diseño 1) una lista existente de productos y servicios sobre los cuales construir 2) Generadores de ganancias y 3) Solucionadores de problemas (pain relievers), que describen sucesivamente lo que la gente hace, los beneficios esperados y los problemas y obstáculos encontrados al realizar su trabajo.
Su perspectiva es que la propuesta de valor encontrará una combinación adecuada de elementos para atender una o varias de estas demandas, ganando así un espacio en el mercado para la nueva empresa o unidad de negocio.

## Uso en la empresa
La propuesta de valor es una estrategia integradora de la actividad de la empresa y por ello aplicable en comunicación empresarial, relaciones públicas, publicidad, posicionamiento, mercadotecnia, innovación y desarrollo de producto, sistemas de calidad, alineación y desarrollo organizacional, estrategia empresarial, cadenas de valor y redes de colaboración.
La propuesta de valor es un componente central en la conformación de modelos de negocio; observados en herramientas como Canvas de Osterwalder & Pigneur o el Fluid Minds por Patrick Stähler. La propuesta de valor se establece como el elemento principal al cual la empresa accede al mercado y se relacionan los procesos internos del negocio.

## Fases de crear la propuesta de valor
En el proceso de creación de la propuesta de valor podemos destacar 3 fases importantes:
- Entender al cliente
- Seleccionar los perfiles de clientes
- Asignar los recursos y medios dependiendo de la importancia de cada segmento de cliente[4]